# Vernier
Vernier är en ort och kommun i kantonen Genève, Schweiz. Kommunen har 37 460 invånare (2023). Det är den näst största kommunen i kantonen sett till invånarantalet, efter Genève. Vernier omfattar västra delen av staden Genève, på norra stranden av floden Rhône, nära Genèves internationella flygplats.
Den består av stadsdelarna Vernier-village, Châtelaine, Balexert, Les Libellules, Cointrin, Les Avanchets, Aïre och Le Lignon.